# 亀山八幡宮 (下関市)

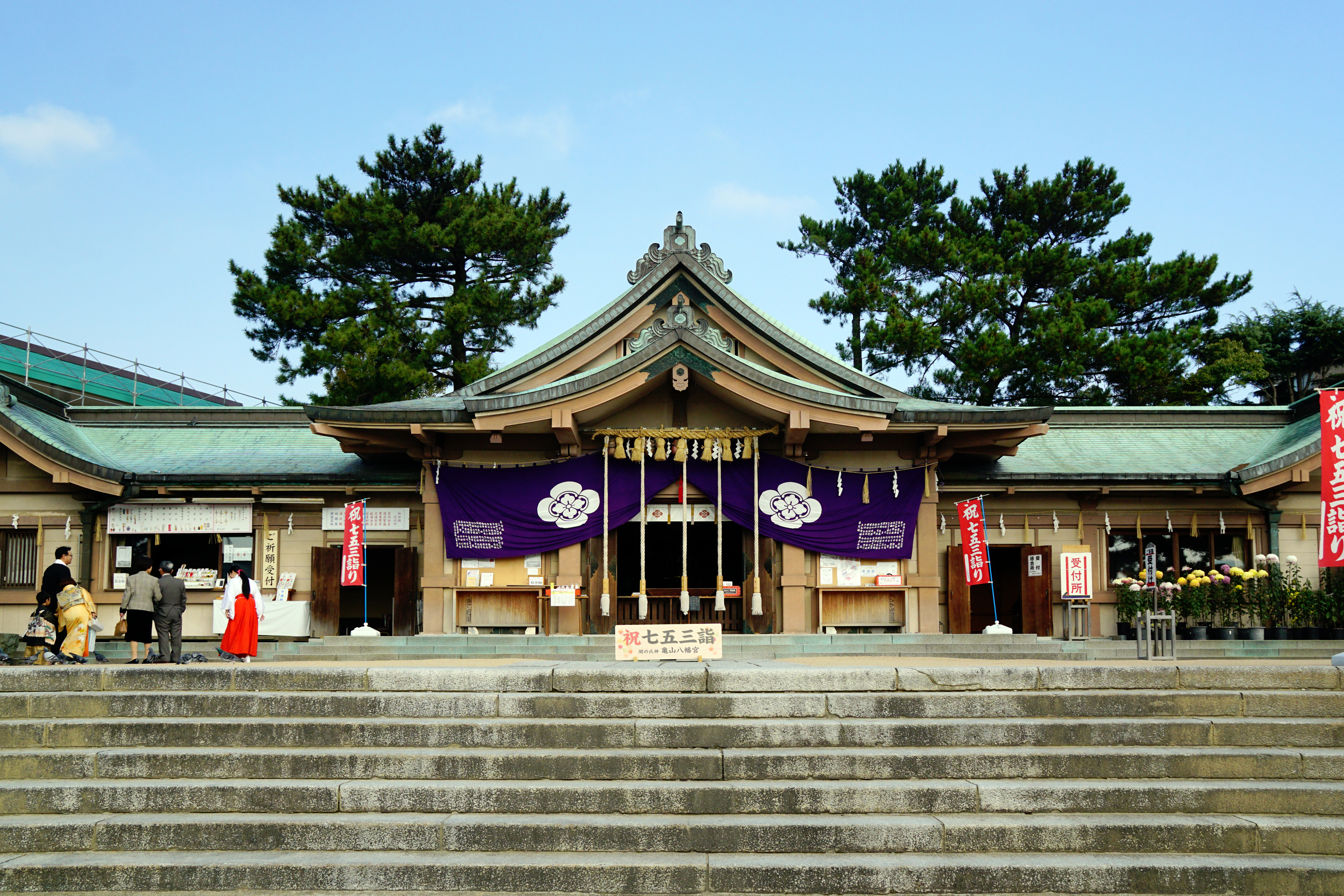
拝殿

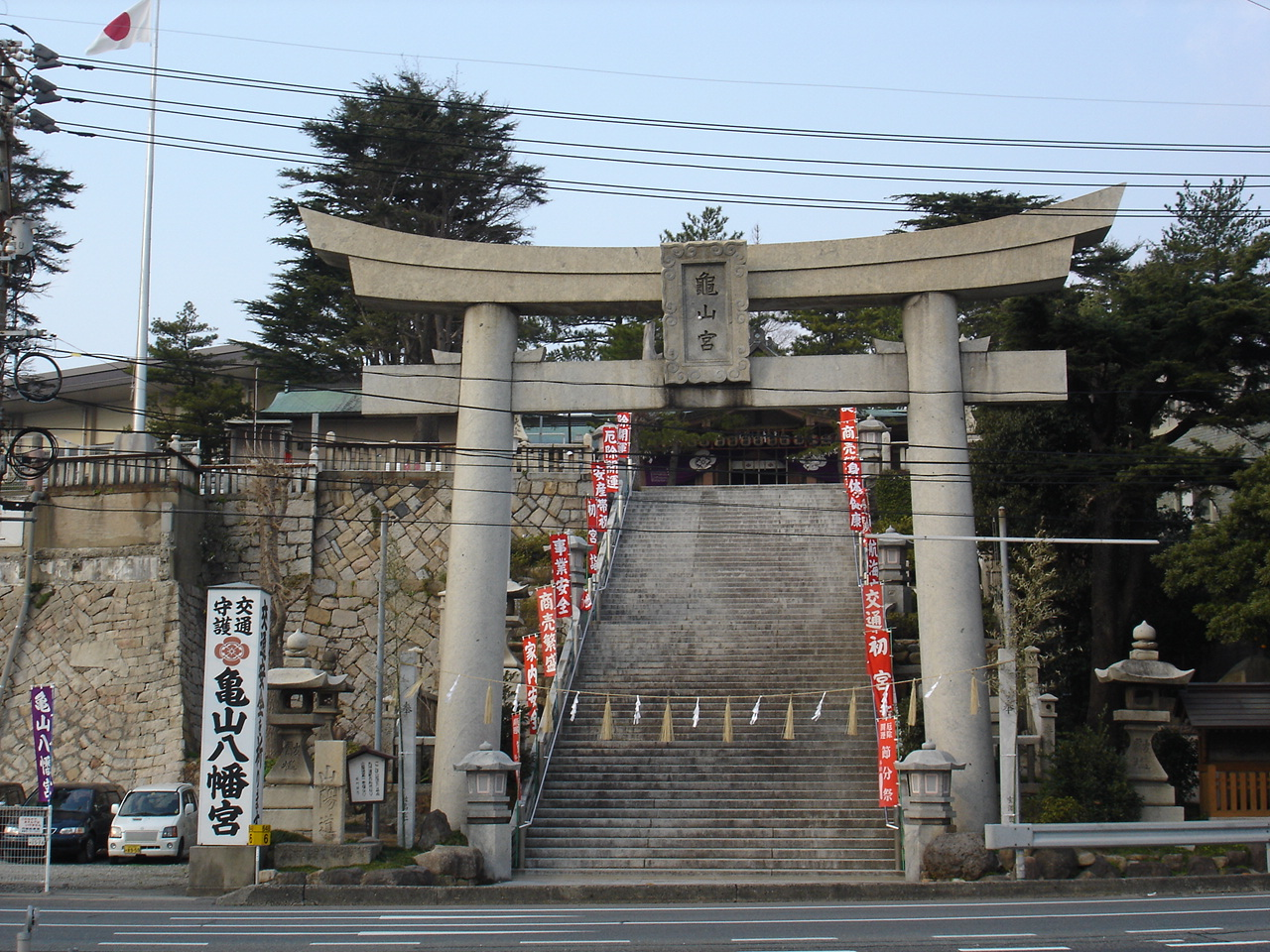
大鳥居

亀山八幡宮（かめやまはちまんぐう）は、山口県下関市にある神社である。旧社格は県社で、現在は神社本庁の別表神社。通称亀山さま（亀山さん）。
応神天皇・仲哀天皇・神功皇后を主祭神とし、仁徳天皇・武内宿禰をあわせ祀る。

## 歴史
享保年間の『防長社寺由来』によれば、859年（貞観元年）、行教が宇佐から石清水へ八幡神を勧請する途中、当時は島だった亀山に碇泊した。そのとき、「この山は清浄な地であるので、しばらく祀ってから先へ進んでほしい」と神託があったため、亀山に行宮が設けられた。この行宮が当社の起源であるという。
関門海峡鎮護の神社として歴代領主の大内氏・毛利氏らの崇敬を受け、下関の総鎮守、長門国三宮とされた。1874年（明治7年）に郷社に列し、1890年（明治23年）に県社に昇格した。1968年（昭和43年）に神社本庁の別表神社に加列された。
境内には、山陽道の終点を示す碑が建てられている。

## 境内摂末社
- 宮地嶽神社 - 祭神：息長足比売命・勝村大神・勝頼大神
- 熊鷹稲荷神社 - 祭神：倉稲魂命
- 恵比須神社 - 祭神：事代主神・大国主命

## 境内
- 大鳥居 - 御影石製。昭和8年再建
- 亀山八幡宮儀式殿 - 平成元年竣工
- 亀山砲台跡
- お亀茶屋跡 - 伊藤博文夫妻ゆかりの地
- 水月句碑 - 中野水月の句碑。大正4年建立
- 林芙美子文学碑 - 昭和41年建立
- 扇塚 - 日本舞踊で使用する扇を供養する塚。昭和45年建立
- 太閤蘇鉄 - 豊臣秀吉参拝時に植えたとされる蘇鉄
- 針塚 - 昭和57年建立
- 金子みすゞ詩碑 - 「夏越まつり」（平成15年建立）、「鶴」
- 宗祇句碑 - 連歌師宗祇の句碑。大正3年建立
- 山陽道碑 - 明治11年建立
- 床屋発祥の地碑 - 平成7年建立
- 昭和天皇御製碑 - 昭和天皇在位60年を祝して建立
- 力石 - 勧請相撲を記念して文政10年に奉納された石。
- お亀明神社 - ご祭神：お亀明神
- お亀いちょう
- 亀の池
- 日本一のふくの像 - 平成2年再建
- 神亀 - 御影石製の亀の彫像。平成14年建立
- 子持ち狛犬 - 文久元年（1861年）建立
- 玉紫の玉垣 - 大坂屋玉紫が寄進した玉垣。文化九壬申（1812年）九月吉日の銘。

## 床屋発祥の地
鎌倉時代後期に亀山天皇に仕えていた武士が宝刀紛失の責任をとり息子とともに京都から下関に移り髪結いの技術を習得した。店は亀山八幡宮のある中之町にあり床の間に立派な祭壇があったことから「床屋」の屋号で知られるようになった。
1995年（平成7年）に境内に床屋発祥の地記念碑が建てられ、山口県理容生活衛生同業組合が毛髪供養祭を毎年開いている。

## その他

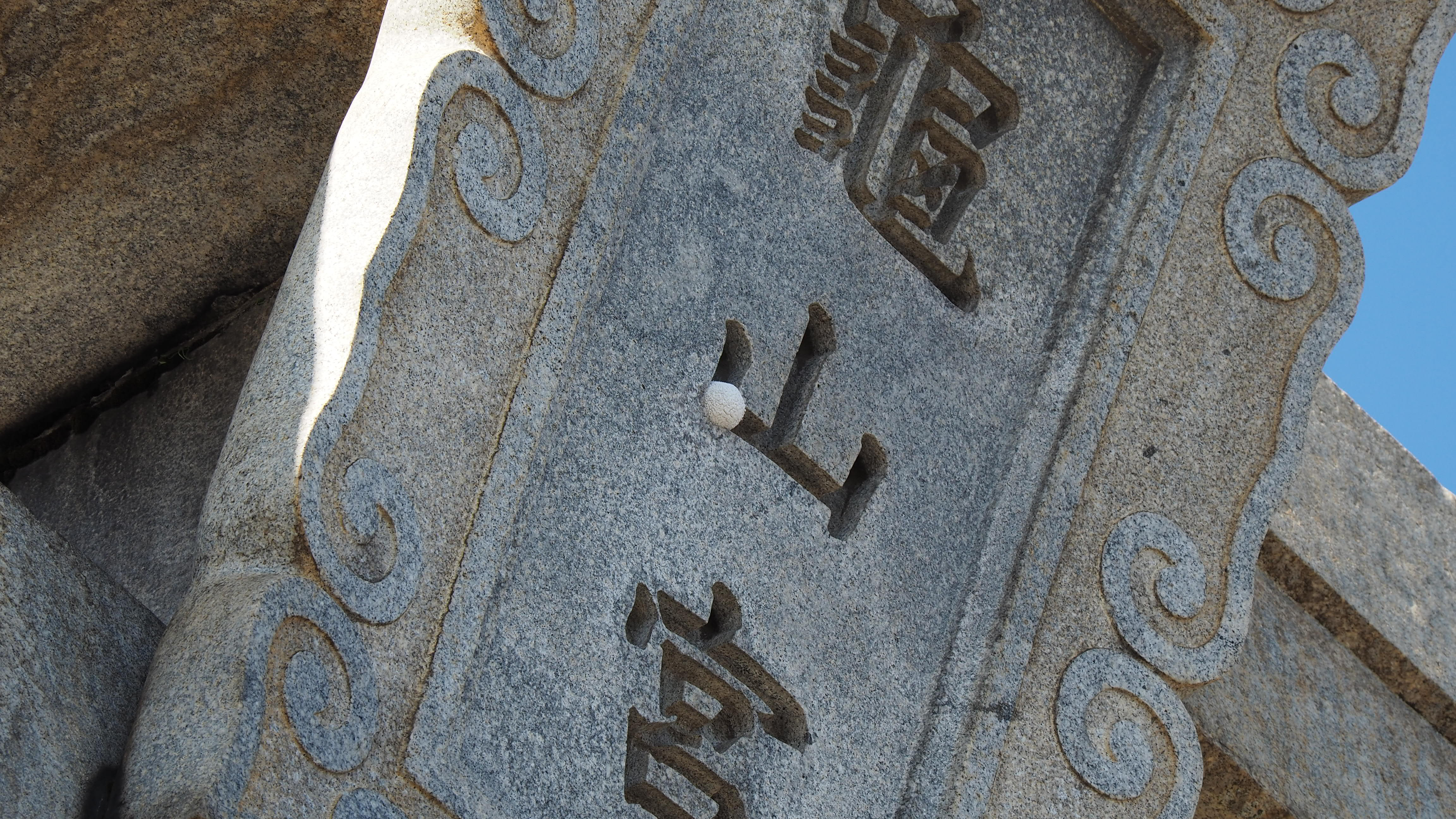
神額

鳥居の神額にある「山」の字の左下には、1958年頃にたまたま野球のボールがはまりこんでしまっており、現在に至るまで落下していない。そのため、高校球児たちが験担ぎで必勝祈願に訪れたり、「落ちない」ボールにあやかって受験生が合格祈願をしたりしているという。

## 交通アクセス
- 山陽本線 下関駅からサンデンバスで7分、「唐戸」下車、徒歩3分

## 周辺
- 唐戸市場、カモンワーフ、唐戸桟橋
- 旧下関英国領事館
- 旧秋田商会ビル
- 下関南部町郵便局
- 赤間神宮